# المجلس الوطني للسياحة والآثار (الإمارات)
المجلس الوطني للسياحة والآثار في دولة الإمارات العربية المتحدة، هي مؤسسة حكومية، تم تأسيسها في عام 2009م بموجب القانون الاتحادي رقم 6 صادر بتاريخ 14 سبتمبر 2008، لتدبير المجال السياحي في الدولة، وتمثيلها في الأحداث السياحة العالمية، وتشجيع السياحة فيها، وكذا حماية تاريخ الدولة، ودعم وتنسيق المبادرات السياحية لمختلف الهيئات العاملة في الدولة. وجاء تأسيس المجلس، في ظل تركيز الإمارات على المجال السياحي، ولاسيما إمارة دبي، من خلال تطوير بنية تحتية وسياحية متطورة، لتلبية متطلبات السياح إلى جانب الارتقاء بمستوى الخدمات في القطاع الفندقي والنقل والمرافق الترفيهية، فضلًا عن إقامة الفعاليات والمهرجانات الدولية، ومن هنا تبرز أهمية المجلس.

## تقديم
تم تأسيس المجلس الوطني للسياحة والآثار في عام 2008، ليتولى مسؤولية تمثيل الدولة في الأحداث السياحة العالمية، وليكون بمثابة هيئة اتحادية لتوحد جهود العيئات السياحية في كافة إمارات الدولة بهدف ضمان الاتفاق والتنفيذ الناجح لاستراتيجية متماسكة لتشجيع السياحة والآثار في جميع أنحاء الإمارات العربية المتحدة. وفي العام 2008 اصدر سمو رئيس الدولة قانونا اتحاديا يتم فيه إنشاء المجلس الوطني للسياحة والأثار ليكون بمثابة الممثل الرسمي للشؤون الوطنية للسياحة والآثار في الإمارات العربية المتحدة.
وكان التفاوض بشأن حصول دولة الإمارات العربية المتحدة على العضوية الكاملة في منظمة السياحة العالمية أولى الخطوات التي اتخذها المجلس الوطني للسياحة والأثار. وبصفتها المنظمة الدولية الرائدة في مجال السياحة تقوم منظمة السياحة العالمية بالترويج للسياحة والآثار كمحرك للنمو الاقتصادي والتنمية الشاملة والاستدامة البيئية، هذا بالإضافة إلى تقديمها أسس القيادة والدعم لهذا القطاع عبر تطوير المعرفة وسياسات السياحة في جميع أنحاء العالم. ومنذ تأسيسه، عمل المجلس الوطني للسياحة والأثار بلا كلل للترويج للسياحي في دولة الإمارات العربية المتحدة ككل من خلال زيادة الوعي الثقافي بعوامل الجذب والتقاليد المتميزة، هذا بالإضافة إلى الأثار التاريخية والترفيهية المختلفة وخيارات الترفيه المتنوعة التي تقدمها كل إمارة.
ويدرك المجلس الوطني للسياحة الدور الذي لعبه الطيران والسياحة في التحول الاقتصادي الذي تعيشه الدولة، وبخاصة في ظل وجود مؤشرات وتوقعات أن تشهد منطقة الشرق الأوسط زيادة في حركة المرور الدولي تصل إلى 220 مليون نسمة بحلول عام 2030. ويلتزم المجلس الوطني للسياحة والأثار بالعمل مع الشركاء لضمان أن تواصل الإمارات العربية المتحدة الاستفادة من منهجية السياحة المستدامة في المستقبل.

## خلفية تاريخية
خلال عقدي السبعينات والثمانينات من القرن الماضي كان القطاع النفطي يشكل معظم مكونات الناتج المحلي الإجمالي لدولة الإمارات العربية المتحدة. ثم تطورت مكونات الناتج المحلي في نهاية الثمانينيات ليميل وبصورة مستمرة لصالح القطاعات الغير النفطية، فبالإضافة إلى قطاع الصناعات التحويلية والتجارة والقطاعين المالي والعقاري وقطاع الخدمات اللوجستية، نما قطاع آخر وبصورة كبيرة وهو القطاع السياحي، حيث حلت الإمارات في المرتبة التاسعة في قائمة أكثر عشر وجهات سياحية نموا في العالم مسجلة زيادة بنسبة 10.4% وفقا لتقرير آفاق السياحة العالمية الصادر عن منظمة السياحة العالمية.
هذا وقد أصبحت دبي الوجهة السياحية الأولى في الشرق الأوسط بستقطابها 12 مليون سائح عام 2014. كما استطاعت الإمارة اجتذاب العائلات، حيث تم تصنيفها عام 2013 باعتبارها الوجهة السياحية الأولى الأكثر استقطاباً للعائلات.

## تأسيس المجلس
تم تأسيس المجلس الوطني للسياحة والآثار في عام 2009، ليتولى مسؤولية تمثيل الدولة في الأحداث السياحة العالمية، وليكون بمثابة هيئة اتحادية المستوى تنظم إدارات السياحة في كافة إمارات الدولة بهدف ضمان الاتفاق والتنفيذ الناجح لاستراتيجية متماسكة لتشجيع السياحة والآثار في جميع أنحاء الإمارات العربية المتحدة. ويجتمع المجلس على الأقل كل ثلاثة أشهر طبقا للقانون الاتحادي رقم 6 بتاريخ 14 سبتمبر 2008. وفي العام 2009 أصدر مجلس الوزراء الإماراتي قراراً رسمياً يتم فيه تعيين المجلس الوطني للسياحة والأثار ليكون بمثابة الممثل الرسمي للشؤون الوطنية للسياحة والآثار في الإمارات العربية المتحدة.
وكان التفاوض بشأن انضمام دولة الإمارات العربية المتحدة كعضو كامل العضوية في منظمة السياحة العالمية أولى الخطوات التي اتخذها المجلس الوطني للسياحة والأثار. وبصفتها المنظمة الدولية الرائدة في مجال السياحة تقوم منظمة السياحة العالمية بالترويج للسياحة والآثار كمحرك للنمو الاقتصادي والتنمية الشاملة والاستدامة البيئية، هذا بالإضافة إلى تقديمها أسس القيادة والدعم لهذا القطاع عبر تطوير المعرفة وسياسات السياحة والآثار في جميع أنحاء العالم.

## قيم ورؤية المجلس
تتمثل رؤية المجلس في أن تكون الإمارات المقصد السياحي الأفضل إقليمياً وعالمياً لسياحة متميزة مستدامة وموروث حضاري وطني عريق، فيما تتجلى الرسالة في تنمية قطاعي السياحة والآثار ليكونا محركاً اقتصادياً يسهم في جعل الإمارات وجهة تنافسية من خلال السواعد الوطنية وتعزيز وتنسيق الجهود المشتركة والتمثيل الدولي. أما قيم المجلس فهي تتجلى في العمل الجماعي، والاستدامة، فضلاً على الإبداع، والثقة، ثم التمكين.

## مهام وأدوار المجلس
يهدف المجلس إلى تنسيق التنمية والترويج للسياحة داخليا وخارجيا بما ينسجم مع الموروث الحضاري والثقافي وقيم المجتمع الإماراتي الاصيلة، وإلى الحفاظ على الآثار والهوية الوطنية، وبما يعود على الدولة بفوائد اقتصادية واجتماعية وثقافية واعلامية. يمارس المجلس بالتعاون والتنسيق مع السلطة المختصة كل ما يلزم لتنمية وترويج السياحة والحفاظ على الآثار. وتتمحور مهام المجلس كالتالي:
- تنشيط وترويج وتنمية السياحة داخليا وخارجيا.
- الحفاظ على الآثار والتنقيب عنها واتخاذ التدابير اللازمة لتعيينها وحمايتها، والمحافظة عليها وتسجيلها واحيائها وعرضها بالداخل والخارج.
- تمثيل الدولة خارجيا في كل ما يتعلق بالسياحة والآثار.
- اقتراح الانضمام للمعاهدات الدولية المتعلقة بشؤون السياحة والآثار وما يلزم للوفاء بالالتزامات نحو الدول الأخرى بالتنسيق مع وزارة الخارجية.
- التعاون مع المنظمات الدولية الحكومية وغير الحكومية، والجهات العامة والخاصة التي لها اهداف مماثلة للمجلس، من اجل تطبيق خططه وتنفيذ مشاريعه[6]

## السياحة
يقع في صلب اختصاصات المجلس تحقيق تنمية وطنية في قطاع السياحة بمختلف أنماطها، بما فيها سياحة المغامرات والمعارض والمؤتمرات والسياحة البيئية والبحرية والرياضية والثقافية والتعليمية والعلاجية. ولبلوغ ذلك يعتمد المجلس على زيادة الوعي إنشاء المبادرات وهيكلة القطاعي السياحي. وقد شاركت الإمارات في «المؤتمر الدولي للسلامة والأمن السياحي» حيث تمثل هذه المشاركة اهمية كبرى لها باعتبارها من الدول الأكثر استقبالا للسياح في الشرق الوسط لتؤكد تواجدها بقوة على خارطة السياحة العالمية.

### التوعية السياحية
منذ تأسيسه، يعمل المجلس الوطني للسياحة والأثار على الترويج للسياحة في دولة الإمارات العربية المتحدة ككل، من خلال رفع الوعي الثقافي بعوامل الجذب والتقاليد المتميزة، هذا بالإضافة إلى الأثار التاريخية والترفيهية المختلفة وخيارات الترفيه المتنوعة التي تقدمها كل إمارة، وكذا صيانة وحماية تاريخ وتراث الدولة. كما يعمل المجلس، مع الشركاء، لضمان أن تواصل الإمارات العربية المتحدة الاستفادة من منهجية السياحة المستدامة في المستقبل، في ظل وجود مؤشرات وتوقعات أن تشهد منطقة الشرق الأوسط زيادة في حركة المرور الدولي تصل إلى 220 مليون نسمة بحلول عام 2030.
ويولي المجلس الوطني للسياحة والآثار عناية خاصة لنشر الوعي السياحي - الأمر الذي له أهمية كبيرة في دعم صناعة السياحة، والقدرة على إعداد بيئة لخلق مجتمع يهتم بالسياحة المستدامة ومهتم بقيمه. وترتكز عملية الوعي السياحي على مقدرة الناس على فهم واحترام السائحين ومقدمي الخدمات والفوائد الاقتصادية والثقافية التي توفرها السياحة. وعلاوة على ذلك، تعتمد السياحة على تفعيل الحياة الاجتماعية للبلد مع ضرورة إظهار العادات المتجذرة في العمق والتقاليد التي ينبغي تقديمها بوصفها إحدى عناصر الجذب الأساسية للسياح المهتمين لمعرفة عادات وتقاليد الشعوب الأخرى. ولذلك، فإن توحيد جهود الدولة والسلطات ومواطنيها لدعم تنمية الوعي السياحي والآثار، والمساهمة في التنمية العمرانية والبشرية يعود بفوائد إيجابية على الجميع. وبالتالي، فإن دور المجلس يأتي في ترسيخ مفهوم صناعة السياحة على إنها صناعة المستقبل، كما يقوم بدعم مبادرات التوعية لإصلاح الأبعاد الثقافية والاجتماعية والبيئية والسياحية والاقتصادية من أجل دفع هذه الصناعة إلى الأمام، وذلك عبر نشر الوعي السياحي وتشجيع اتخاذ إجراءات مسؤولة بين مختلف القطاعات الرسمية والمدنية.
وأطلق المجلس في 2010 حملة للتوعية السياحية للطالب، تهدف إلى توعية المجتمع المحلي، وخاصة طلاب المدارس، بأهمية تراث وآثار دولة الإمارات، وكيفية المحافظة عليها وحمايتها ويستهدف المشروع طلاب المدارس في المراحل الدراسية المختلفة وذلك من خلال تقديم محاضرات توعية بالمدارس بالإضافة لعمل نشرات توعوية تبرز الأماكن الأثرية في دولة الإمارات بهدف تشجيعهم على زيارة تلك الأماكن والتعرف إليها. كما أقام المجلس دورة تدريبية بعنوان تسجيل المواقع الثقافية والطبيعية على قائمة التراث العالمي، استضافت مجموعة من خبراء الآثار والطبيعة من الدول العربية.
وأطلق المجلس الوطني للسياحة والآثار، خلال معرض ومؤتمر «سوق السفر العربي 2016»، دليلا سياحيا باسم «زوروا الإمارات» باللغة الإنجليزية، يضم المعلومات التي تهم السائح عن كل إمارة وعوامل الجذب السياحي فيها.

### الحساب الفرعي للسياحة
بدأت الإمارات في تطبيق هذا نظام «الحساب الفرعي للسياحة» عن طريق المجلس الوطني للسياحة والآثار اعتبارا من 2013. وذلك الحساب ينبني على جملة من المعايير الدولية أعدتها منظمة السياحة العالمية ومنظمة التنمية والتعاون الدولي والأمم المتحدة والمفوضية الأوربية تختص بقياس القيمة المضافة التي تحدثها السياحة، والإستثمار السياحي، والسياحة بوصفها مصدرا هاما للعمالة. هذا الحساب يعمل بالتوازي مع الحساب الوطني لكل دولة، ويوفر معلومات يمكن مقارنتها دوليا مما يضع السياحة على قدم المساواة مع قطاعات الاقتصاد الأخرى.

### الإرشاد السياحي
في إطار إستراتيجية المجلس وتحقيقاً للأهداف وتنفيذاً للمبادرات لتحسين ضمان جودة المنتجات والأنشطة السياحية، بدأ المجلس في الإعداد للمراحل الأولى للائحة التنفيذية لتنظيم مهنة الإرشاد السياحي. مرشد سياحي عام للدولة وتأتي أهمية هذا النشاط الحيوي لما يمثله من دعم القطاع السياحي وتوفير مزيد من فرص العمل، وذلك بالتعاون مع الهيئات والدوائر السياحية للعمل على وضع دليل الدورات التدريبية لهذا النشاط بناءً على أفضل الممارسات العالمية.

### اللائحة الاسترشادية لمعايير محطات ركاب البواخر السياحية بالدولة
نمت صناعة الرحلات البحرية العالمية بشكل كبير خلال السنوات الـ30 الماضية بمعدل نمو بلغ 7.5% سنويا. وفي عام 2012، كان متوقعا أن يستخدم 20.3 مليون راكب بواخر الرحلات البحرية وذلك عبر 14 سفينة جديدة سيتم إضافتها لتوفر تقريباً 18 ألف سرير جديد. وقد شهد تاريخ الصناعة السياحية البحرية توسعاً في جميع أنحاء العالم من خلال تطوير أسواق جغرافية جديدة وخلق تجارب كروز جديدة. وفي السنوات الـ 5 الماضية كانت عولمة الرحلات البحرية أحد المواضيع المهيمنة في هذه الصناعة. اليوم تشكل إيرادات الشرق الأوسط وأفريقيا ما مقداره 0.3٪ فقط من سوق الرحلات البحرية الذي يبلغ 33.5 مليار دولار أو ما يقرب من 10 ملايين دولار في المبيعات للرحلات المتجهة للخارج. ويستند هذا الرقم على الموقع الذي تم فيه الحجز، وبالتالي فإن العدد الحقيقي قد يكون أعلى بكثير إذا تم تعقب نقطة الإقامة حيث الكثير من المسافرين يحجزون عبر الإنترنت أو يحجزون في وقت قصير خلال زيارتهم لبلد المغادرة. ووفق أرقام رويال كاريبيان فإن الشرق الأوسط يمثل 4% من عائداتها العالمية.
وبوجود لجنتين، واحدة من الحكومة وآخرى من قطاع السياحة، يسعى المجلس الوطني للسياحة إلى تحقيق وتوفير معايير محطات الرحلات البحرية الإماراتية المختلفة لتعكس مستواها كوجهة سياحية من الدرجة العالية على خريطة السياحة العالمية. ولهذه الغاية تم توزيع هذا الدليل الإسترشادي على جميع الهيئات والدوائر السياحية للإسترشاد بها.

### القافلة السياحية
أطلق المجلس الوطني للسياحة والاثار قافلة سياحية إماراتية تضم ممثلين لمختلف قطاعات السفر والسياحة في دولة الإمارات إلى كل من السعودية والكويت بهدف الترويج للسياحة الإماراتية، وتعريف السوق السياحي الخليجي بمعلومات سياحية عن الدولة، وتقديم عروض سياحية أعدت خصيصاً للأسواق الخليجية، وعقدت القافلة أول اجتماعاتها مساء في مايو 2015 في العاصمة السعودية الرياض.

### الاتفاقيات السياحية
وقع كولومبيا والإمارات العربية المتحدة، عن طريق المجلس الوطني للسياحة والآثار، مذكرة تفاهم بشأن تعزيز أنشطة القطاع السياحي. وتستهدف مذكرة التفاهم التي وُقعت بين البلدين تسهيل توافد السياح وتشجيع التعاون بين الوكالات السياحية والشركات والمؤسسات العاملة في مجال السياحة والعمل على الترويج السياحي عبر تبادل المعلومات والدعاية والمواد الترويجية الأخرى.

### الفعاليات
يهتم المجلس بالفعاليات الثقافية والسياحية التي تنظم في الإمارات ومنها:
| مهرجان التسوق في دبي                | فبراير       |
| بطولة أبوظبي في الغولف              | يناير        |
| مهرجان أبوظبي للأفلام               | فبراير       |
| استعراض الطيران في العين            | فبراير       |
| مهرجان الموسيقى الكلاسيكية في العين | فبراير       |
| بطولة دبي الكلاسيكية للغولف         | فبراير       |
| بطولة كرة المضرب                    | فبراير ومارس |
| مهرجان التسوق في أبوظبي             | مارس         |
| بطولة دبي العالم في سباق الخيول     | مارس وأبريل  |
| بطولة الأشرعة في دبي                | مارس         |
| بطولة دبي لكرة الرمل                | أبريل        |
| مفاجآت صيف دبي                      | يوليو وأغسطس |
| سباق تحدي الصحراء                   | نوفمبر       |
| مهرجان دبي السينيمائي               | ديسمبر       |
| سباق الجائزة الكبرى للفورمولا 1     | نوفمبر       |
| سباق الزوارق السريعة                | ديسمبر       |
| سباق الزوارق السريعة                | ديسمبر       |
| بطولة دبي للرجبي                    | ديسمبر       |

## الآثار
من أبرز إنجازات المجلس الوطني للسياحة والآثار في العام 2011، مساهمته بفوز دولة الإمارات العربية المتحدة بعضوية المجلس التنفيذي للهيئة العامة المركز الدولي لدراسة صون وترميم الممتلكات الثقافية والتي جرت خلال مشاركة وفد الدولة في الاجتماع السابع والعشرين للمركز بالعاصمة الإيطالية روما. ويعمل المجلس الوطني للسياحة والأثار مع الشركاء العالميين بما في ذلك الحكومات والهيئات الدولية والمجتمع المدني لحماية التراث في دولة الإمارات العربية المتحدة، بالإضافة إلى حماية المواقع الرئيسية لضمان استمرار تمتع المقيمين والسياح على حد سواء بثقافة وآثار دولة الإمارات العربية المتحدة خلال السنوات القادمة.
ويعنى المجلس بعدد من المواقع الأثرية القديمة:
| موقع مدافن حفيت - العصر البرونزي المبكر 3000- 2700 ق.م          |
| موقع أم النار - العصر البرونزي المتوسط 2700 – 2000 ق.م          |
| موقع هيلي - العصر البرونزي المتوسط 2700 – 2000 ق.م              |
| موقع القصيص- العصر الحديدي 1300- 300 ق.م                        |
| موقع جميرا - العصر الإسلامي المبكر (العصر العباسي) 750 م 1258 م |
| موقع المليحة - الفترة الهلنستية 300 ق.م -300 م                  |
| موقع مويلح - العصر الحديدي 1300-300 ق.م                         |
| موقع المويهات - العصر البرونزي 2700 – 2000 ق.م                  |
| موقع مصفوت - العصر البرونزي / الألف الثالث ق .م                 |
| موقع الدور - العصر الهلنستي .300 ق.م 300 .م                     |
| موقع جزيرة الاكعاب - العصور الحجرية /5000 ق. م                  |
| مسجد البدية - القرن الخامس عشر ميلادي                           |
| موقع قدفع - العصر الحديدي /1300 -300 ق . م                      |
| جلفار - العصر الإسلامي – القرن السادس عشر                       |
| شمل - العصر البرونزي /2000 -1300 ق.م                            |

### السجل الوطني للقطع الآثرية
السجل الوطني للقطع الآثرية هو قائمة لتوثيق المقتنيات الاثرية التي تحمل ارقام متحفية محلية سوى كانت معروضة أو مخزنة في المتاحف أو المستودعات التابعة لها. والسجل يعرض قائمة المواقع الأثرية في الإمارات السبع وبيانات وصور لها وهو متوفر على موقع المجلس على الإنترنت.

## المتاحف
يعنى المجلس الوطني للسياحة والآثار بالمتاحف الوطنية في الإمارات السبع، حيث تبرز أهمية المتاحف في كونها أحد عوامل الجذب السياحي الرئيسية، حيث تضم العديد من المقتنيات المختلفة التي تعتبر شاهدا على النهضة التراثية والحضارية التي مرت بها دولة الإمارات العربية المتحدة كما تعد هذه المتاحف وسيلة ثقافية تتحقق من خلالها فوائد كثيرة مثل توثيق العلاقة بين الإنسان وتاريخه مما يسهم في تحقيق الانتماء إلى البلد وتحديد مكانة الدولة حضاريا ودوليا.

## الميثاق الوطني للسياحة
أطلق مجلس الإمارات للسياحة "الميثاق الوطني للسياحة"، الذي يعد إحدى مبادرات "الاستراتيجية الوطنية للسياحة 2031"، بهدف توحيد الجهود الوطنية لتعزيز النمو المستدام للقطاع السياحي في الدولة ودعم تنافسيته على المستويين الإقليمي والعالمي.و يرتكز  الميثاق على 6 مبادئ رئيسية هي التنمية الاقتصادية والقيم الإماراتية والاستدامة البيئية والتعاون والابتكار والترابط

## مجلس الإدارة
مجلس الإدارة هو الجهة المختصة بوضع السياسات العامة للمجلس، ومتابعة تنفيذها لتحقيق أهدافه، وله أن يمارس جميع السلطات والصلاحيات اللازمة لذلك، ويتكون أعضاء مجلس إدارة المجلس الوطني للسياحة والآثار من رئيس المجلس ونائبه وستة من الأعضاء، كالتالي:
- الشيخ نهيان بن مبارك آل نهيان: وزير الثقافة والشباب وتنمية المجتمع ورئيس مجلس إدارة المجلس
- مبارك حمد المهيري: مدير عام هيئة أبوظبي للسياحة والثقافة، نائب رئيس مجلس الإدارة
- هلال سعيد المري: مدير عام دائرة السياحة والتسويق التجاري بدبي، نائباً بمجلس الإدارة
- عبد الله بن محمد العويس: رئيس دائرة الثقافة والإعلام بالشارقة، عضواً في مجلس الإدارة
- فيصل أحمد النعيمي: مدير عام دائرة التنمية السياحية بعجمان عضو مجلس الإدارة
- عبيد سلطان طويرش: مدير دائرة التخطيط والمساحة في أم القيوين، عضو مجلس الإدارة
- محمد أحمد الكيت: مستشار الديوان الأميري في رأس الخيمة، عضو مجلس الإدارة
- علي خميس ناصر الكندي: عضو مجلس إدارة هيئة الفجيرة للسياحة والآثار، عضو مجلس الإدارة

## وصلات خارجية
- الموقع الرسمي للمجلس
- موقع السجل الوطني للمواقع الأثرية